# Onogoro Insula
L'Onogoro Insula è una struttura geologica della superficie di Titano.